# Het volkomen huwelijk

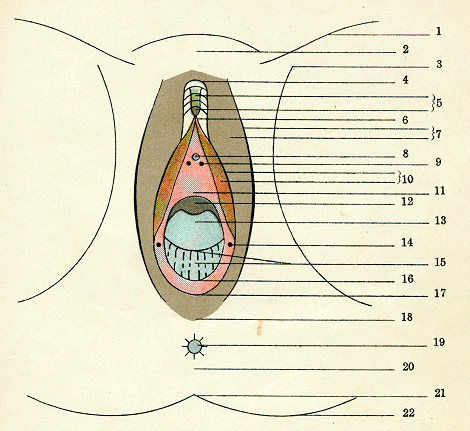
De vrouwelijke geslachtsorganen

Het volkomen huwelijk is een handboek over seksualiteit binnen het huwelijk dat in 1926 werd gepubliceerd door de Nederlandse arts Theodoor Hendrik van de Velde. Het werd een wereldwijd succes en de auteur verwierf er internationale faam mee. In Nederland is het tot 1965 herdrukt.
Van de Velde heeft belangrijk pionierswerk gedaan in een tijd waarin schrijven over seksualiteit in de meeste kringen volstrekt ontoelaatbaar was. Het is wel een boek van zijn tijd, vele 'onvolkomenheden' erin, zoals de idee-fixe dat man en vrouw een gelijktijdig orgasme zouden moeten hebben, hebben echter lang standgehouden. 
Wilhelm Reich vermeldt Van de Velde in zijn essayistisch pamflet Rede an den kleinen Mann (1945), in 1948 in het Engels vertaald als Listen, Little Man!: "Maar wat doe jij? De seksualiteit is een kleinburgerlijke dwaling, zeg je, het komt op de economische factoren aan. En je leest Van de Velde's boek over de liefdestechniek." (pag. 42 in Luister, kleine man, de Nederlandse vertaling uit 1971.)
In een stukje van Simon Carmiggelt (in "Ping Pong", 1954, waar hij Van der Velde wordt genoemd) aarzelt de auteur nog het boek in een tweedehandswinkel te kopen omdat hij zich geneert. In hetzelfde stuk wordt Menno ter Braak geciteerd, die Van de Velde had aangeduid als "een kruising tussen een sexuoloog en een gymnastiekleraar".
In de wereldberoemde roman A Suitable Boy uit 1993 van de Indiase schrijver Vikram Seth, geeft een moeder Het volkomen huwelijk cadeau aan haar dochter die op het punt staat te trouwen. Er wordt een pagina lang uit het boek van Van de Velde geciteerd.
Tegenwoordig is het boek vrijwel vergeten.